# Swistowka (rejon rowieński)
Swistowka (ros. Свистовка) – wieś w Rosji, w obwodzie biełgorodzkim, w rejonie rowieńskim. W 2010 liczyła 582 mieszkańców.